# Rimdžingang
Rimdžingang je japonský časopis o Severní Koreji, který vychází každé dva měsíce od listopadu 2007. Je pojmenován po řece Imdžin-gang, která protéká Severní i Jižní Koreou. Časopis založil Choi Džin-i, Jihokorejec severokorejského původu, ve spolupráci s Asia Press sídlícím v Tokiu. V roce 2010 vyšlo vydání v angličtině. Web časopisu nabízí obsah v angličtině, japonštině a korejštině.
Časopis má Severokorejcům zpřístupnit objektivní informace o své zemi a cizím zemím informace ze Severní Koreje. Pro noviny pracují severokorejští občané, kteří absolvovali novinářský výcvik v Čínské lidové republice, svou činnost však před severokorejskými státními orgány musí tajit. Pro časopis pracuje asi 10 000 lidí.